# باري لاكين
باري لاكين (بالإنجليزية: Barry Lakin)‏ هو لاعب كرة قدم بريطاني في مركز الوسط، ولد في 19 سبتمبر 1973 في دارتفورد ‏ في المملكة المتحدة. لعب مع نادي إنفيلد ونادي بوريهام وود ونادي تشيلمسفورد ونادي ليتون أورينت ونادي هلسنكي وهيبريدج سويفتس وويلينج يونايتد.